# پائولا سورینو
پائولا سورینو (انگلیسی: Paola Severino؛ زادهٔ ۲۲ اکتبر ۱۹۴۸) یک سیاست‌مدار اهل ایتالیا است.